# Sombra fugaz por la ciudad
«Sombra fugaz por la ciudad» es el primer sencillo del grupo de rock argentino La Cofradía de la Flor Solar, lanzado en el año 1969 por el sello discográfico RCA Vik. Fue el único sencillo realizado por el grupo.

## Lista de canciones

### Lado A
- «Sombra fugaz por la ciudad»[1] (2:55)

### Lado B
- «La Mufa» (3:08)